# Lista delle sonde spaziali
Elenco delle sonde spaziali per anno di lancio. Questa pagina comprende le sonde dedicate principalmente all'esplorazione del sistema solare, e non gli osservatori spaziali come il telescopio spaziale Hubble e la sonda SOHO, così come non comprende il lancio di minisatelliti come i CubeSat o satelliti per lo studio della Terra.
Sono evidenziate in arancio pallido le missioni mai giunte a destinazione, in verde le missioni ancora in corso a luglio 2023.

## 1950-1959
Legenda: 
     Missioni riuscite
     Missioni fallite
     Missioni in corso
| Anno | Data         | Paese            | Nome       | Destinazione | Descrizione                                                                     |
| ---- | ------------ | ---------------- | ---------- | ------------ | ------------------------------------------------------------------------------- |
| 1957 | 4 ottobre    | Unione Sovietica | Sputnik 1  |              | Primo satellite nello spazio                                                    |
| 1957 | 3 novembre   | Unione Sovietica | Sputnik 2  |              | Primo satellite nello spazio con un essere vivente a bordo (la cagnolina Laika) |
| 1958 | 31 gennaio   | Stati Uniti      | Explorer 1 |              | Primo satellite statunitense in orbita                                          |
| 1958 | 17 agosto    | Stati Uniti      | Pioneer 0  | Luna         |                                                                                 |
| 1958 | 23 settembre | Unione Sovietica | Luna 1958A | Luna         |                                                                                 |
| 1958 | 11 ottobre   | Stati Uniti      | Pioneer 1  | Luna         | Prima sonda lanciata dalla NASA                                                 |
| 1958 | 12 ottobre   | Unione Sovietica | Luna 1958B | Luna         |                                                                                 |
| 1958 | 8 novembre   | Stati Uniti      | Pioneer 2  | Luna         |                                                                                 |
| 1958 | 4 dicembre   | Unione Sovietica | Luna 1958C | Luna         |                                                                                 |
| 1958 | 6 dicembre   | Stati Uniti      | Pioneer 3  | Luna         | Flyby                                                                           |
| 1959 | 2 gennaio    | Unione Sovietica | Luna 1     | Luna         | Primo Flyby della Luna                                                          |
| 1959 | 3 marzo      | Stati Uniti      | Pioneer 4  | Luna         | Flyby                                                                           |
| 1959 | 18 giugno    | Unione Sovietica | Luna 1959A | Luna         | Flyby                                                                           |
| 1959 | 12 settembre | Unione Sovietica | Luna 2     | Luna         | Prima sonda ad impattare sulla superficie lunare                                |
| 1959 | 4 ottobre    | Unione Sovietica | Luna 3     | Luna         | Flyby, viene ripresa la prima immagine del lato nascosto della Luna             |

## 1960-1969
| Anno         | Data             | Paese             | Nome             | Destinazione                                                                                                   | Descrizione                                                              |
| ------------ | ---------------- | ----------------- | ---------------- | --- | ------------------------------------------------------------------------ |
| 1960         | 11 marzo         | Stati Uniti       | Pioneer 5        | Sole |                                                                          |
| 1960         | 15 maggio        | Unione Sovietica  | Korabl-Sputnik 1 | Terra | Primo test del Programma Vostok e prima navetta Vostok                   |
| 1960         | 19 agosto        | Unione Sovietica  | Korabl-Sputnik 2 | Terra | Primo volo spaziale in cui animali sono tornati con successo sulla Terra |
| 1960         | 10 ottobre       | Unione Sovietica  | Mars 1960A       | Marte |                                                                          |
| 1960         | 14 ottobre       | Unione Sovietica  | Mars 1960B       | Marte |                                                                          |
| 1961         |                  |                   |                  | |                                                                          |
| 12 febbraio  | Unione Sovietica | Venera 1          | Venere           | |                                                                          |
| 23 agosto    | Stati Uniti      | Ranger 1          | Luna             | |                                                                          |
| 18 novembre  | Stati Uniti      | Ranger 2          | Luna             | |                                                                          |
| 1962         |                  |                   |                  | |                                                                          |
| 26 gennaio   | Stati Uniti      | Ranger 3          | Luna             | |                                                                          |
| 2 aprile     | Unione Sovietica | Luna 4            | Luna             | |                                                                          |
| 23 aprile    | Stati Uniti      | Ranger 4          | Luna             | |                                                                          |
| 22 luglio    | Stati Uniti      | Mariner 1         | Venere           | |                                                                          |
| 27 agosto    | Stati Uniti      | Mariner 2         | Venere           | Prima sonda a raggiungere un altro pianeta                                                                     |                                                                          |
| 18 ottobre   | Stati Uniti      | Ranger 5          | Luna             | |                                                                          |
| 24 ottobre   | Unione Sovietica | Mars 1962A        | Marte            | |                                                                          |
| 1 novembre   | Unione Sovietica | Mars 1            | Marte            | |                                                                          |
| 4 novembre   | Unione Sovietica | Mars 1962B        | Marte            | |                                                                          |
| 1964         | 2 febbraio       | Stati Uniti       | Ranger 6         | Luna | Impattatore                                                              |
| 1964         | 2 aprile         | Unione Sovietica  | Zond 1           | Venere |                                                                          |
| 1964         | 31 luglio        | Stati Uniti       | Ranger 7         | Luna | Impattatore                                                              |
| 1964         | 5 novembre       | Stati Uniti       | Mariner 3        | Marte |                                                                          |
| 1964         | 28 novembre      | Stati Uniti       | Mariner 4        | Marte | Prima sonda a raggiungere con successo Marte                             |
| 1964         | 30 novembre      | Unione Sovietica  | Zond 2           | Marte |                                                                          |
| 1965         |                  |                   |                  | |                                                                          |
| 17 febbraio  | Stati Uniti      | Ranger 8          | Luna             | |                                                                          |
| 21 marzo     | Stati Uniti      | Ranger 9          | Luna             | |                                                                          |
| 10 aprile    | Unione Sovietica | Luna 1965A        | Luna             | |                                                                          |
| 9 maggio     | Unione Sovietica | Luna 5            | Luna             | |                                                                          |
| 8 giugno     | Unione Sovietica | Luna 6            | Luna             | |                                                                          |
| 18 luglio    | Unione Sovietica | Zond 3            | Luna             | |                                                                          |
| 4 ottobre    | Unione Sovietica | Luna 7            | Luna             | |                                                                          |
| 12 novembre  | Unione Sovietica | Venera 2          | Venere           | |                                                                          |
| 16 novembre  | Unione Sovietica | Venera 3          | Venere           | |                                                                          |
| 3 dicembre   | Unione Sovietica | Luna 8            | Luna             | |                                                                          |
| 16 dicembre  | Stati Uniti      | Pioneer 6         | Sole             | |                                                                          |
| 1966         |                  |                   |                  | |                                                                          |
| 31 gennaio   | Unione Sovietica | Luna 9            | Luna             | Prima sonda a compiere un atterraggio morbido sulla Luna. Prime fotografie riprese dalla superficie della luna |                                                                          |
| 1 marzo      | Unione Sovietica | Luna - Kosmos 111 | Luna             | |                                                                          |
| 31 marzo     | Unione Sovietica | Luna 10           | Luna             | Prima sonda ad orbitare attorno alla luna                                                                      |                                                                          |
| 30 aprile    | Unione Sovietica | Luna 1966A        | Luna             | |                                                                          |
| 2 giugno     | Stati Uniti      | Surveyor 1        | Luna             | |                                                                          |
| 10 agosto    | Stati Uniti      | Lunar Orbiter 1   | Luna             | |                                                                          |
| 17 agosto    | Stati Uniti      | Pioneer 7         | Sole             | |                                                                          |
| 24 agosto    | Unione Sovietica | Luna 11           | Luna             | |                                                                          |
| 20 settembre | Stati Uniti      | Surveyor 2        | Luna             | |                                                                          |
| 22 ottobre   | Unione Sovietica | Luna 12           | Luna             | |                                                                          |
| 6 novembre   | Stati Uniti      | Lunar Orbiter 2   | Luna             | |                                                                          |
| 13 dicembre  | Stati Uniti      | Pioneer 8         | Sole             | |                                                                          |
| 21 dicembre  | Unione Sovietica | Luna 13           | Luna             | |                                                                          |
| 1967         |                  |                   |                  | |                                                                          |
| 5 febbraio   | Stati Uniti      | Lunar Orbiter 3   | Luna             | |                                                                          |
| 17 aprile    | Stati Uniti      | Surveyor 3        | Luna             | |                                                                          |
| 4 maggio     | Stati Uniti      | Lunar Orbiter 4   | Luna             | |                                                                          |
| 12 giugno    | Unione Sovietica | Venera 4          | Venere           | Primi dati inviati da sotto lo strato di nubi del pianeta                                                      |                                                                          |
| 14 giugno    | Stati Uniti      | Mariner 5         | Venere           | |                                                                          |
| 14 luglio    | Stati Uniti      | Surveyor 4        | Luna             | |                                                                          |
| 19 luglio    | Stati Uniti      | Explorer 35       | Luna             | |                                                                          |
| 1 agosto     | Stati Uniti      | Lunar Orbiter 5   | Luna             | |                                                                          |
| 8 settembre  | Stati Uniti      | Surveyor 5        | Luna             | |                                                                          |
| 7 novembre   | Stati Uniti      | Surveyor 6        | Luna             | |                                                                          |
| 1968         |                  |                   |                  | |                                                                          |
| 7 gennaio    | Stati Uniti      | Surveyor 7        | Luna             | |                                                                          |
| 7 aprile     | Unione Sovietica | Luna 14           | Luna             | |                                                                          |
| 14 settembre | Unione Sovietica | Zond 5            | Luna             | |                                                                          |
| 8 novembre   | Stati Uniti      | Pioneer 9         | Sole             | |                                                                          |
| 10 novembre  | Unione Sovietica | Zond 6            | Luna             | |                                                                          |
| 21 dicembre  | Stati Uniti      | Apollo 8          | Luna             | Prima navetta a compiere un flyby lunare con equipaggio                                                        |                                                                          |
| 1969         |                  |                   |                  | |                                                                          |
| 5 gennaio    | Unione Sovietica | Venera 5          | Venere           | |                                                                          |
| 25 febbraio  | Stati Uniti      | Mariner 6         | Marte            | Flyby |                                                                          |
| 3 marzo      | Stati Uniti      | Apollo 9          |                  | |                                                                          |
| 17 marzo     | Unione Sovietica | Venera 6          | Venere           | |                                                                          |
| 27 marzo     | Stati Uniti      | Mariner 7         | Marte            | Flyby |                                                                          |
| 18 maggio    | Stati Uniti      | Apollo 10         | Luna             | Primo orbiter lunare con equipaggio                                                                            |                                                                          |
| 13 luglio    | Unione Sovietica | Luna 15           | Luna             | |                                                                          |
| 16 luglio    | Stati Uniti      | Apollo 11         | Luna             | Primo lander lunare con equipaggio, primo sbarco sulla Luna                                                    |                                                                          |
| 7 agosto     | Unione Sovietica | Zond 7            | Luna             | Flyby |                                                                          |
| 14 novembre  | Stati Uniti      | Apollo 12         | Luna             | Lander lunare con equipaggio                                                                                   |                                                                          |

## 1970-1979
| Anno         | Data             | Paese              | Nome               | Destinazione                                                 | Descrizione                                                               |
| ------------ | ---------------- | ------------------ | ------------------ | ------------------------------------------------------------ | ------------------------------------------------------------------------- |
| 1970         | 11 febbraio      | Giappone           | Ōsumi              |                                                              | Primo satellite giapponese                                                |
| 1970         | 15 dicembre      | Unione Sovietica   | Venera 7           | Venere                                                       | Primo lander ad atterrare su un altro pianeta                             |
| 1970         | 11 aprile        | Stati Uniti        | Apollo 13          | Luna                                                         |                                                                           |
| 1970         | 12 settembre     | Unione Sovietica   | Luna 16            | Luna                                                         | Lander che per primo effettuò un ritorno automatizzato di campioni lunari |
| 1970         | 20 ottobre       | Unione Sovietica   | Zond 8             | Luna                                                         | flyby                                                                     |
| 1970         | 10 novembre      | Unione Sovietica   | Luna 17/Lunochod 1 | Luna                                                         | Primo lander/rover a effettuare un'esplorazione automatizzata             |
| 1971         |                  |                    |                    |                                                              |                                                                           |
| 4 febbraio   | Stati Uniti      | Apollo 14          | Luna               |                                                              |                                                                           |
| 9 maggio     | Stati Uniti      | Mariner 8          | Marte              | flyby                                                        |                                                                           |
| 10 maggio    | Unione Sovietica | Kosmos 419         | Marte              |                                                              |                                                                           |
| 19 maggio    | Unione Sovietica | Mars 2             | Marte              | orbiter e lander, primo artefatto umano su Marte             |                                                                           |
| 28 maggio    | Unione Sovietica | Mars 3             | Marte              | orbiter e lander, primo atterraggio con successo su Marte    |                                                                           |
| 30 maggio    | Stati Uniti      | Mariner 9          | Marte              | orbiter, riprese le prime foto della lune di Marte           |                                                                           |
| 26 luglio    | Stati Uniti      | Apollo 15          | Luna               |                                                              |                                                                           |
| 2 settembre  | Unione Sovietica | Luna 18            | Luna               | lander                                                       |                                                                           |
| 28 settembre | Unione Sovietica | Luna 19            | Luna               | orbiter                                                      |                                                                           |
| 1972         |                  |                    |                    |                                                              |                                                                           |
| 14 febbraio  | Unione Sovietica | Luna 20            | Luna               | lander                                                       |                                                                           |
| 3 marzo      | Stati Uniti      | Pioneer 10         | Giove              | Prima sonda a raggiungere Giove                              |                                                                           |
| 27 marzo     | Unione Sovietica | Venera 8           | Venere             | lander                                                       |                                                                           |
| 16 aprile    | Stati Uniti      | Apollo 16          | Luna               | lander con equipaggio                                        |                                                                           |
| 7 dicembre   | Stati Uniti      | Apollo 17          | Luna               | lander con equipaggio                                        |                                                                           |
| 1973         |                  |                    |                    |                                                              |                                                                           |
| 8 gennaio    | Unione Sovietica | Luna 21/Lunochod 2 | Luna               | lander/rover                                                 |                                                                           |
| 10 giugno    | Stati Uniti      | Explorer 49        | Luna               |                                                              |                                                                           |
| 21 luglio    | Unione Sovietica | Mars 4             | Marte              |                                                              |                                                                           |
| 25 luglio    | Unione Sovietica | Mars 5             | Marte              |                                                              |                                                                           |
| 5 agosto     | Unione Sovietica | Mars 6             | Marte              |                                                              |                                                                           |
| 9 agosto     | Unione Sovietica | Mars 7             | Marte              |                                                              |                                                                           |
| 26 ottobre   | Stati Uniti      | Explorer 50        | Sole               | sonda solare                                                 |                                                                           |
| 3 novembre   | Stati Uniti      | Mariner 10         | Venere, Mercurio   | Primo flyby di mercurio, prima sonda destinata a due pianeti |                                                                           |
| 1974         |                  |                    |                    |                                                              |                                                                           |
| 10 dicembre  | Germania         | Helios 1           | Sole               |                                                              |                                                                           |
| 29 maggio    | Unione Sovietica | Luna 22            | Luna               | orbiter                                                      |                                                                           |
| 28 ottobre   | Unione Sovietica | Luna 23            | Luna               |                                                              |                                                                           |
| 1975         |                  |                    |                    |                                                              |                                                                           |
| 8 giugno     | Unione Sovietica | Venera 9           | Venere             | scattate le prime immagini della superficie di Venere        |                                                                           |
| 14 giugno    | Unione Sovietica | Venera 10          | Venere             | orbiter e lander                                             |                                                                           |
| 20 agosto    | Stati Uniti      | Viking 1           | Marte              | orbiter e lander; atterra su Marte nel 1976                  |                                                                           |
| 9 settembre  | Stati Uniti      | Viking 2           | Marte              | orbiter e lander; atterra su Marte nel 1976                  |                                                                           |
| 1976         |                  |                    |                    |                                                              |                                                                           |
| 15 gennaio   | Germania         | Helios 2           | Sole               |                                                              |                                                                           |
| 9 agosto     | Unione Sovietica | Luna 24            | Luna               | lander                                                       |                                                                           |
| 1978         |                  |                    |                    |                                                              |                                                                           |
| 20 maggio    | Stati Uniti      | Pioneer Venus 1    | Venere             | orbiter                                                      |                                                                           |
| 8 agosto     | Stati Uniti      | Pioneer Venus 2    | Venere             | sonda atmosferica                                            |                                                                           |
| 9 settembre  | Unione Sovietica | Venera 11          | Venere             | flyby e lander                                               |                                                                           |
| 14 settembre | Unione Sovietica | Venera 12          | Venere             | flyby e lander                                               |                                                                           |
| 1979         |                  |                    |                    |                                                              |                                                                           |
| 5 marzo      | Stati Uniti      | Voyager 1          | Giove              | scattate le prime immagini di Giove e del suo sistema        |                                                                           |
| 9 luglio     | Stati Uniti      | Voyager 2          | Giove              |                                                              |                                                                           |
| 1 settembre  | Stati Uniti      | Pioneer 11         | Saturno            | primo fly-by di Saturno                                      |                                                                           |

## 1980-1989
| Anno        | Data             | Paese           | Nome             | Destinazione                                                                  | Descrizione |
| ----------- | ---------------- | --------------- | ---------------- | ----------------------------------------------------------------------------- | ----------- |
| 1980        |                  |                 |                  |                                                                               |             |
| 12 novembre | Stati Uniti      | Voyager 1       | Saturno          | scattate le prime immagini di Saturno e del suo sistema                       |             |
| 1981        |                  |                 |                  |                                                                               |             |
| 30 ottobre  | Unione Sovietica | Venera 13       | Venere           | inviata la prima fotografia a colori della superficie di Venere               |             |
| 4 novembre  | Unione Sovietica | Venera 14       | Venere           | flyby e lander                                                                |             |
| 26 agosto   | Stati Uniti      | Voyager 2       | Saturno          | scattate immagini di Saturno e del suo sistema                                |             |
| 1983        |                  |                 |                  |                                                                               |             |
| 2 giugno    | Unione Sovietica | Venera 15       | Venere           | orbiter                                                                       |             |
| 7 giugno    | Unione Sovietica | Venera 16       | Venere           | orbiter                                                                       |             |
| 1984        |                  |                 |                  |                                                                               |             |
| 11 giugno   | Unione Sovietica | Vega 1          | Venere           | flyby, sonda atmosferica e lander                                             |             |
| 21 dicembre | Unione Sovietica | Vega 2          | Venere           | flyby, sonda atmosferica e lander                                             |             |
| 1986        |                  |                 |                  |                                                                               |             |
| 7 marzo     | Unione Sovietica | Vega 1 Vega 2   | Cometa di Halley | flyby cometa di Halley                                                        |             |
| 14 marzo    | Europa           | Sonda Giotto    | Cometa di Halley | flyby                                                                         |             |
| 24 gennaio  | Stati Uniti      | Voyager 2       | Urano            | primo fly-by di Urano                                                         |             |
| 1988        |                  |                 |                  |                                                                               |             |
| 7 luglio    | Unione Sovietica | Phobos 1        | Marte            | orbiter e lander                                                              |             |
| 12 luglio   | Unione Sovietica | Phobos 2        | Marte            | orbiter e lander, raggiunge marte il 29 gennaio 1989                          |             |
| 1989        |                  |                 |                  |                                                                               |             |
| 4 maggio    | Stati Uniti      | Sonda Magellano | Venere           | orbiter, mappato il 99% della superficie di Venere (con risoluzione di 300 m) |             |
| 18 ottobre  | Stati Uniti      | Sonda Galileo   | Giove            | primo orbiter di Giove                                                        |             |
| 25 agosto   | Stati Uniti      | Voyager 2       | Nettuno          | primo fly-by di Nettuno                                                       |             |

## 1990-1999
| Anno         | Data        | Paese                | Nome           | Destinazione                                                                | Descrizione |
| ------------ | ----------- | -------------------- | -------------- | --------------------------------------------------------------------------- | ----------- |
| 1990         |             |                      |                |                                                                             |             |
| 6 ottobre    | Stati Uniti | Ulysses              | Sole           | lancio                                                                      |             |
| 1991         |             |                      |                |                                                                             |             |
| 30 agosto    | Giappone    | Yohkoh               | Sole           |                                                                             |             |
| 1992         |             |                      |                |                                                                             |             |
| 25 settembre | Stati Uniti | Mars Orbiter         | Marte          |                                                                             |             |
| 1994         |             |                      |                |                                                                             |             |
| 25 gennaio   | Stati Uniti | Clementine           | Luna           |                                                                             |             |
| 1995         |             |                      |                |                                                                             |             |
| 2 dicembre   | Stati Uniti | SOHO                 | Sole           | sonda solare                                                                |             |
| 1996         |             |                      |                |                                                                             |             |
| 17 febbraio  | Stati Uniti | NEAR shoemaker       | 433 Eros       | prima sonda a visitare e ad atterrare su un asteroide                       |             |
| 7 novembre   | Stati Uniti | Mars Global Surveyor | Marte          | orbiter                                                                     |             |
| 4 dicembre   | Stati Uniti | Mars Pathfinder      | Marte          | prima esplorazione automatizzata di un altro pianeta                        |             |
| 16 novembre  | Russia      | Mars 96              | Marte          | orbiter e lander                                                            |             |
| 1997         |             |                      |                |                                                                             |             |
| 15 ottobre   | Europa      | Cassini-Huygens      | Saturno/Titano | giunta in orbita il 1º luglio 2004 e atterrata su Titano il 14 gennaio 2005 |             |
| 1998         |             |                      |                |                                                                             |             |
| 7 gennaio    | Stati Uniti | Lunar Prospector     | Luna           | orbiter                                                                     |             |
| 3 luglio     | Giappone    | Nozomi (Planet B)    | Marte          |                                                                             |             |
| 11 dicembre  | Stati Uniti | Mars Climate Orbiter | Marte          |                                                                             |             |
| 1999         |             |                      |                |                                                                             |             |
| 7 febbraio   | Stati Uniti | Stardust             | Cometa Wild 2  | raccolta campioni di polvere cometaria e rientro a Terra                    |             |
| 3 gennaio    | Stati Uniti | Mars Polar Lander    | Marte          |                                                                             |             |
| 3 gennaio    | Stati Uniti | Deep Space 2         | Marte          |                                                                             |             |

## 2000-2019
| Anno         | Data                         | Paese                        | Nome            | Destinazione                                                                                                | Descrizione |
| ------------ | ---------------------------- | ---------------------------- | --------------- | --- | ----------- |
| 2001         |                              |                              |                 | |             |
| 8 agosto     | Stati Uniti                  | Sonda Genesis                | Sole            | raccolta campioni di vento solare, parzialmente distrutta al rientro                                        |             |
| 7 aprile     | Stati Uniti                  | Mars Odyssey                 | Marte           | orbiter, potrebbe rimanere operativo fino al 2026.                                                          |             |
| 2002         |                              |                              |                 | |             |
| 3 luglio     | Stati Uniti                  | CONTOUR                      | Cometa Encke    | |             |
| 2003         |                              |                              |                 | |             |
| 27 settembre | Europa                       | Smart 1                      | Luna            | |             |
| 2 giugno     | Europa                       | Mars Express                 | Marte           | orbiter, il lander Beagle 2 è stato distrutto                                                               |             |
| 10 giugno    | Stati Uniti                  | Mars Exploration Rover       | Marte           | Rover Opportunity                                                                                           |             |
| 7 luglio     | Stati Uniti                  | Mars Exploration Rover       | Marte           | Rover Spirit                                                                                                |             |
| 9 maggio     | Giappone                     | Hayabusa                     | 25143 Itokawa   | Ritorno dei campioni dell'asteroide nel 2010.                                                               |             |
| 2004         |                              |                              |                 | |             |
| 2 marzo      | Europa                       | Rosetta                      | Cometa 67P      | lander atterrato il 12 novembre 2014                                                                        |             |
| 3 agosto     | Stati Uniti                  | MESSENGER                    | Mercurio        | missione terminata, schianto su Mercurio il 30 aprile 2015                                                  |             |
| 2005         |                              |                              |                 | |             |
| 12 gennaio   | Stati Uniti                  | Deep Impact                  | Cometa Tempel 1 | Lanciato impattante verso la cometa. Missione estesa interrotta nel 2013 per perdita del segnale            |             |
| 12 agosto    | Stati Uniti                  | Mars Reconnaissance Orbiter  | Marte           | Orbiter, potrebbe rimanere attivo fino alla fine degli anni 2020                                            |             |
| 9 novembre   | Europa                       | Venus Express                | Venere          | Prima missione dell'ESA verso Venere, terminata nel 2014.                                                   |             |
| 2006         |                              |                              |                 | |             |
| 19 gennaio   | Stati Uniti                  | New Horizons                 | Plutone         | Lancio della sonda. Sorvolo di Plutone il 14 luglio 2015                                                    |             |
| 2007         |                              |                              |                 | |             |
| 4 agosto     | Stati Uniti                  | Phoenix Mars Lander          | Marte           | Ammartaggio nel 2008 avvenuto con successo                                                                  |             |
| 14 settembre | Giappone                     | SELENE                       | Luna            | Precipitata come previsto sulla Luna nel 2009                                                               |             |
| 27 settembre | Stati Uniti                  | Missione Dawn                | Vesta, Cerere   | Orbiter di Vesta dal 2011, di Cerere dal 2015, inattiva dal 2018                                            |             |
| 27 ottobre   | Cina                         | Chang'e 1                    | Luna            | |             |
| 2008         |                              |                              |                 | |             |
| 22 ottobre   | India                        | Chandrayaan-1                | Luna            | |             |
| 2009         |                              |                              |                 | |             |
| 18 giugno    | Stati Uniti                  | Lunar Reconnaissance Orbiter | Luna            | |             |
| 18 giugno    | Stati Uniti                  | LCROSS                       | Luna            | Sonda che ha impattato la superficie alla ricerca di acqua.                                                 |             |
| 2010         |                              |                              |                 | |             |
| 20 maggio    | Giappone                     | Planet-C                     | Venere          | orbiter, prima sonda giapponese ad orbitare un altro pianeta (nel 2015, dopo un tentativo fallito nel 2010) |             |
| 20 maggio    | Giappone                     | IKAROS                       | Venere          | prima sonda con vela solare.                                                                                |             |
| 1 ottobre    | Cina                         | Chang'e 2                    | Luna            | Mappatura della Luna. Contatto perso nel 2014.                                                              |             |
| 2011         |                              |                              |                 | |             |
| 5 agosto     | Stati Uniti                  | Juno                         | Giove           | orbiter |             |
| 8 novembre   | Russia                       | Fobos-Grunt                  | Marte           | lander su Fobos, non è riuscita a lasciare l'orbita terrestre                                               |             |
| 8 novembre   | Cina                         | Yinghuo-1                    | Marte           | orbiter, lanciato insieme alla sonda Fobos-Grunt                                                            |             |
| 26 ottobre   | Stati Uniti                  | Mars Science Laboratory      | Marte           | lander Curiosityatterrato il 6 agosto 2012                                                                  |             |
| 2013         |                              |                              |                 | |             |
| 5 novembre   | India                        | Mars Orbiter Mission         | Marte           | in orbita nel 2014, missione terminata nel 2022.                                                            |             |
| 18 novembre  | Stati Uniti                  | MAVEN                        | Marte           | studio dell'atmosfera                                                                                       |             |
| 2014         |                              |                              |                 | |             |
| 6 agosto     | Europa                       | Rosetta                      | Cometa 67P      | lander Philae atterrato in novembre 2014                                                                    |             |
| 3 dicembre   | Giappone                     | Hayabusa 2                   | 162173 Ryugu    | Ritorno campioni nel 2020, missione estesa fino al 2031 per visitare un altro asteroide                     |             |
| 3 dicembre   | Giappone                     | PROCYON                      | 2000 DP107      | Guasto al propulsore ionico, ultimo contatto un anno dopo il lancio                                         |             |
| 2016         |                              |                              |                 | |             |
| 14 marzo     | Europa/ Russia               | ExoMars Trace Gas Orbiter    | Marte           | Trace Gas Orbiter in orbita, lander Schiaparelli distrutto durante l'atterraggio                            |             |
| 8 settembre  | Stati Uniti                  | OSIRIS-REx                   | 101955 Bennu    | Ritorno dei campioni avvenuto nel 2023, missione estesa per visitare 99942 Apophis                          |             |
| 2018         |                              |                              |                 | |             |
| 5 maggio     | Stati Uniti Francia Germania | InSight                      | Marte           | Lander, missione terminata nel dicembre 2022.                                                               |             |
| 20 ottobre   | Europa/ Giappone             | BepiColombo                  | Mercurio        | Orbiter di Mercurio (dal 2025)                                                                              |             |
| 12 agosto    | Stati Uniti                  | Parker Solar Probe           | Sole            | Prima sonda a esplorare la corona solare                                                                    |             |
| 20 maggio    | Cina                         | Chang'e 4                    | Luna            | prima sonda ad atterrare nel lato nascosto della Luna.                                                      |             |
| 2019         |                              |                              |                 | |             |
| 22 febbraio  | Israele                      | Beresheet                    | Luna            | Lander, allunaggio fallito, schiantato sulla Luna                                                           |             |
| 22 luglio    | India                        | Chandrayaan-2                | Luna            | Lander, allunaggio fallito, schiantato sulla Luna                                                           |             |

## 2020-2029
| Anno        | Data lancio         | Paese                      | Nome                       | Destinazione | Descrizione |
| ----------- | ------------------- | -------------------------- | -------------------------- | --- | ----------- |
| 2020        |                     |                            |                            | |             |
| 10 febbraio | Europa              | Solar Orbiter              | Sole                       | Studio del Sole fino a una distanza di 0,28 UA. |             |
| 19 luglio   | Emirati Arabi Uniti | Emirates Mars Mission      | Marte                      | Prima sonda degli Emirati Arabi Uniti e del mondo arabo lanciata verso Marte.                                                                                           |             |
| 23 luglio   | Cina                | Tianwen-1                  | Marte                      | Prima sonda cinese ad arrivare con successo a Marte. |             |
| 30 luglio   | Stati Uniti         | Mars 2020                  | Marte                      | Ha trasportato sulle superficie di Marte il rover Perseverance e il drone Ingenuity.                                                                                    |             |
| 23 novembre | Cina                | Chang'e 5                  | Luna                       | Riportati campioni lunari sulla Terra. |             |
| 2021        |                     |                            |                            | |             |
| 16 ottobre  | Stati Uniti         | Lucy (missione spaziale)   | Asteroidi troiani di Giove | Arrivo a destinazione nel 2027. |             |
| 24 novembre | Stati Uniti         | DART                       | 65803 Didymos              | Primo veicolo che ha l'obiettivo di verificare gli effetti cinetici dell'impatto di un veicolo spaziale contro un asteroide.                                            |             |
| 2022        |                     |                            |                            | |             |
| 28 giugno   | Stati Uniti         | CAPSTONE                   | Luna                       | Missione lanciata per verificare la stabilità dell'orbita in cui verrà posizionato il Lunar Gateway.                                                                    |             |
| 5 agosto    | Corea del Sud       | Danuri                     | Luna                       | Prima missione spaziale sudcoreana, studia la topografia lunare. |             |
| 16 novembre | Stati Uniti         | Artemis 1                  | Luna                       | Volo di prova senza equipaggio della navicella spaziale Orion con sorvolo e orbita attorno alla Luna.                                                                   |             |
| 11 dicembre | Giappone            | Hakuto-R                   | Luna                       | Si è schiantata sulla Luna il 25 aprile 2023 durante l'atterraggio a causa dei retrorazzi rimasti senza propellente per un errore del computer di bordo.                |             |
| 2023        |                     |                            |                            | |             |
| 28 giugno   | Europa              | Jupiter Icy Moons Explorer | Giove/Ganimede             | Missione lanciata verso il sistema di Giove per lo studio delle sue lune ghiacciate, Ganimede, Europa e Callisto. L'arrivo nel sistema gioviano è previsto per il 2031. |             |
| 14 luglio   | India               | Chandrayaan-3              | Luna                       | Prima sonda atterrata nei pressi del Polo sud lunare. |             |
| 10 agosto   | Russia              | Luna 25                    | Luna                       | In preparazione all'allunaggio il lander si è schiantato sulla superficie della Luna il 19 agosto.                                                                      |             |
| 6 settembre | Giappone            | SLIM                       | Luna                       | Lander della JAXA che trasporta due rover lunari, atterrato sulla Luna il 19 gennaio 2024.                                                                              |             |
| 13 ottobre  | Stati Uniti         | Psyche                     | 16 Psyche                  | Sonda della NASA per lo studio dell'asteroide metallico 16 Psyche. Arrivo a destinazione nel 2029.                                                                      |             |
| 2024        |                     |                            |                            | |             |
| 8 gennaio   | Stati Uniti         | Peregrine                  | Luna                       | Fallita per perdita di carburante, la sonda è bruciata nell'atmosfera terrestre il 18 gennaio.                                                                          |             |